# Eddie Higgins
Edward Haydn Higgins (21 de febrero de 1932 - 31 de agosto de 2009) fue un pianista, compositor y arreglista estadounidense de jazz.

## Biografía
Nació y creció en Cambridge, Massachusetts. Inicialmente estudió en privado con su madre. Empezó su carrera profesional en Chicago, Illinois, mientras estudiaba en la Northwestern University School of Music. Allí se convirtió en un elegante y sofisticado pianista. Su aproximación armónica enciclopédica y la amplitud de su repertorio le hizo uno de los más distintivos pianistas de jazz provenientes de Chicago, obteniendo el respeto local y girando con músicos de prestigio por su notable maestría con el instrumento. 
Higgins también tenía la capacidad inusual de sonar igualmente persuasivo en diferentes estilos musicales, fuera el swing tradicional, bebop o reflexivas baladas, proporcionando el tono apropiado de cada estilo, tanto actuando como solista como de acompañante.
Durante más de dos décadas Higgins trabajó en algunos de los clubes de jazz más prestigiosos de Chicago, incluyendo el Brass Rail, Preview Lounge, Blue Note, Cloister Inn y Jazz, Ltd. Su más larga y memorable permanencia fue en el London House, un club de jazz donde dirigió su trío de jazz desde finales de los años 50 a finales de los 60, tocando con estrellas del jazz de este periodo dorado como Cannonball Adderley, Bill Evans, Erroll Garner, Stan Getz, Dizzy Gillespie, Oscar Peterson y George Shearing, entre otros. Higgins dijo al respecto que las oportunidades de tocar música de jazz con Coleman Hawkins y Oscar Peterson fueron momentos inolvidables. Completaban su trío en esa época el bajo Richard Evans y el batería Marshall Thompson. En esos años Higgins también trabajó para Chess Records como productor.
Durante su estancia en Chicago, Higgins también grabó un número significativo de álbumes propios y muchos más como sideman, con diferentes músicos de varios estilos como los saxos tenores Hawkins o Wayne Shorter; los trompetistas Bobby Lewis o Freddie Hubbard, y los trombonistas Jack Teagarden y Al Grey. 
En 1970, Higgins se trasladó a Fort Lauderdale, Florida y empezó a pasar los inviernos en Florida y los veranos en Cape Cod, donde tocaba en clubs locales. Desde los primeros años 80 viajó ampliamente por el circuito de festivales de jazz y actuó frecuentemente en Europa y Japón. Sus publicaciones en el sello Venus japonés fueron número uno en ventas de jazz en más de un álbum. A partir de eso, Higgins tocó su música principalmente en Asia Oriental incluyendo Japón y Corea del Sur. Durante su carrera en Asia Oriental, Higgins formó un trío con Joe Ascione (batería) y Jay Leonhart (bajo), el cual fue conocido como el Eddie Higgins Trío.
En 1988 Higgins y la cantante y pianista de jazz Meredith d'Ambrosio se casaron y formaron una pareja popular en clubes y festivales, así como grabando para Sunnyside Registros. 
En 2009 tenía planificada una gira por Japón y Corea del Sur que estaba llena de conciertos, pero tuvo que ser suspendida debido su enfermedad, de la que finalmente murió en Fort Lauderdale a la edad de 77 años.

## Estilo
La concepción y el tono delicados de Eddie Higgins eran a menudo comparados a los de Bill Evans, uno de los más influyentes y exitosos pianistas de jazz. Tocó mayoritariamente bop y mainstream jazz durante su carrera. Además, Higgins era especialista en tocar melodías con sentimiento emocional. Por ello también era comparado a Oscar Peterson y Nat King Cole.

## Reconocimientos
En 2009, Eddie Higgins recibió el Jazz Disc Award de la revista de jazz de Japón, Swing Journal. Con su álbum, Portrait of Love, Higgins ganó el Best Album of the Year y también fue premiado como Best Engineering Album of the Year.

## Discografía

### Registros notables como líder[5]
- 1958: Ed Higgins Trio (Replica Records)

Ed Higgins Trio fue su álbum de debut. Interpretó las canciones de compositores famosos como Duque Ellington, George Gershwin, y Cole Porter en su propio estilo.

Créditos:
| Artista         | Créditos   |
| --------------- | ---------- |
| Harold Arlen    | Compositor |
| George Bassman  | Compositor |
| Duke Ellington  | Compositor |
| George Gershwin | Compositor |
| Ira Gershwin    | Compositor |
| Dizzy Gillespie | Compositor |
| Irving Gordon   | Compositor |
| Eddie Higgins   | Piano      |
| Cole Porter     | Compositor |

- 1960: Eddie Higgins (Collectables)

Créditos
| Artista         | Créditos                       |
| --------------- | ------------------------------ |
| Jim Atlas       | Bajo                           |
| Richard Evans   | Compositor                     |
| Duke Ellington  | Compositor                     |
| Frank Foster    | Artista invitado, Saxo (Tenor) |
| Richard Rodgers | Compositor                     |
| Oscar Peterson  | Compositor                     |
| Johnny Mercer   | Compositor                     |
| Eddie Higgins   | Oiano                          |
| Paul Serrano    | Trompeta                       |

- 1965: Soulero (Atlantic)

Su tercer álbum como líder presenta a su trío de la época, un grupo con el bajista Richard Evans y el batería Marshall Thompson.
Créditos
| Artista           | Créditos   |
| ----------------- | ---------- |
| Walter Donaldson  | Compositor |
| Richard Evans     | Bajo       |
| Edward Heyman     | Compositor |
| Gus Kahn          | Compositor |
| Marshall Thompson | Batería    |
| Victor Young      | Compositor |
| Eddie Higgins     | Piano      |

- 1978: Dream Dancing (Claremont)

Créditos
| Artista           | Créditos   |
| ----------------- | ---------- |
| John Bany         | Bajo       |
| George Bassman    | Compositor |
| Duke Ellington    | Compositor |
| George Gershwin   | Compositor |
| Ira Gershwin      | Compositor |
| DuBose Heyward    | Compositor |
| Marshall Thompson | Batería    |
| Eddie Higgins     | Piano      |
| Cole Porter       | Compositor |

- 1978: My Time of Day (Spinnster)

Créditos
| Artista         | Créditos   |
| --------------- | ---------- |
| John Bany       | Bajo       |
| Bix Beiderbecke | Compositor |
| Duke Ellington  | Compositor |
| George Gershwin | Compositor |
| Ira Gershwin    | Compositor |
| Gen Lees        | Compositor |
| Frank Loesser   | Compositor |
| Eddie Higgins   | Piano      |
| Oscar Peterson  | Compositor |

- 1982: Once In A While (Spinnster)
- 1986: By Request (Solo Art) con Milt Hinton, Bobby Rosengarden

Créditos
| Artista         | Créditos   |
| --------------- | ---------- |
| Leroy Anderson  | Compositor |
| Ben Bernie      | Compositor |
| Cynthia Daniels | Ingeniera  |
| Carl Fischer    | Compositor |
| Bob Haggart     | Compositor |
| Edward Heyman   | Compositor |
| W.C. Handy      | Compositor |
| Joe Sullivan    | Compositor |
| Fats Waller     | Compositor |
| Herman Hupfeld  | Compositor |
| Maceo Pinkard   | Compositor |
| Eddie Higgins   | Piano      |
| Ned Washington  | Compositor |

- 1990: Those Quiet Days (Sunnyside) con Kevin Eubanks, Rufus Reid

Créditos
| Artista              | Créditos   |
| -------------------- | ---------- |
| Clarence Gaskill     | Compositor |
| Thelonious Monje     | Compositor |
| Ogden Nash           | Ingeniero  |
| Kurt Weill           | Compositor |
| Michael Wilton       | Compositor |
| Denny Zeitlin        | Compositor |
| Jimmy McHugh         | Compositor |
| Antonio Carlos Jobim | Compositor |
| Kevin Eubanks        | Compositor |
| Rufus Reid           | Bajo       |
| Bud Powell           | Compositor |
| Eddie Higgins        | Piano      |
| A.M. Brunner         | Compositor |

- 1994: Zoot's Hymns (Sunnyside)

Créditos
| Artista         | Créditos     |
| --------------- | ------------ |
| Harold Arlen    | Compositor   |
| Danny Burger    | Batería      |
| John Doughten   | Saxo (Tenor) |
| Phil Flanigan   | Bajo         |
| Johnny Mercer   | Compositor   |
| Henry Nemo      | Compositor   |
| Einar Un. Cisne | Compositor   |
| Eddie Higgins   | Piano        |
| Ned Washington  | Compositor   |

- 1995: In Chicago (Solo Art)

Créditos
| Artista           | Créditos      |
| ----------------- | ------------- |
| John Bany         | Bajo Acústico |
| Bix Beiderbecke   | Compositor    |
| Duke Ellington    | Compositor    |
| George Gershwin   | Compositor    |
| Ira Gershwin      | Compositor    |
| Dave Brubeck      | Compositor    |
| Oscar Peterson    | Compositor    |
| Billy Strayhorn   | Compositor    |
| Frank Loesser     | Compositor    |
| Marshall Thompson | Compositor    |
| DuBose Heyward    | Compositor    |
| Eddie Higgins     | Piano         |
| Cole Porter       | Compositor    |

- 1996: Portrait in Black and White (Sunnyside)

Créditos
| Artista               | Créditos         |
| --------------------- | ---------------- |
| Johann Sebastian Bach | Compositor       |
| Chico Buarque         | Compositor       |
| Betty Comden          | Compositor       |
| Riley J. Connell      | Ingeniero        |
| Meredith d'Ambrosio   | Arte de cubierta |
| Adolph Green          | Compositor       |
| J. Green              | Compositor       |
| Antonio Carlos Jobim  | Compositor       |
| James Martin          | Batería          |
| Don Wilner            | Bajo             |
| DuBose Heyward        | Compositor       |
| Eddie Higgins         | Piano            |
| Jule Styne            | Compositor       |
| Joe Young             | Compositor       |
| Serguéi Rajmáninov    | Compositor       |
| Cole Porter           | Compositor       |

- 1997: Haunted Heart (Sunnyside)

Créditos
| Artista             | Créditos         |
| ------------------- | ---------------- |
| Sammy Cahn          | Compositor       |
| Todd Barkan         | Productor        |
| Howard Dietz        | Compositor       |
| Ray Drummond        | Graves           |
| Meredith d'Ambrosio | Arte de cubierta |
| George Gershwin     | Compositor       |
| Ira Gershwin        | Compositor       |
| Troya Halderson     | Ingeniero        |
| Tetsuo Hara         | Productor        |
| Billy Strayhorn     | Compositor       |
| Sigmund Romberg     | Compositor       |
| Eddie Higgins       | Piano            |
| Earl Zindars        | Compositor       |
| Oliver Nelson       | Compositor       |
| Ben Riley           | Batería          |
| Lorenz Hart         | Compositor       |

- 1998: Speaking Of Jobim (Sunnyside) con Jay Leonhart, Terry Clarke
- 1999: Time On My Hands (Arbors Records) solo

Créditos
| Artista             | Créditos         |
| ------------------- | ---------------- |
| Vincent Youmans     | Compositor       |
| Frank Signorelli    | Compositor       |
| Ted Sharpiro        | Compositor       |
| Arthur Schwartz     | Compositor       |
| Meredith d'Ambrosio | Arte de cubierta |
| Richard Rodgers     | Compositor       |
| Miguel Prado        | Compositor       |
| Mitchell Parroquia  | Compositor       |
| Sidney Mitchell     | Compositor       |
| Ray Noble           | Compositor       |
| Jimmy McHugh        | Compositor       |
| Eddie Higgins       | Piano            |
| Earl Zindars        | Compositor       |
| Oliver Nelson       | Compositor       |
| Ben Riley           | Batería          |
| Lorenz Hart         | Compositor       |

- 2001: Bewitched (Venus)[2]

A través de este álbum, Higgins empezó su carrera musical en Japón, y ganó la fama cuando el álbum se hizo popular. Higgins contrató a Jay Leonhart como bajista y a Joe Ascione como batería. Este trío permaneció estable hasta que Higgins murió en 2009.
Créditos
| Artista         | Créditos   |
| --------------- | ---------- |
| Joe Ascione     | Batería    |
| Jay Leonhart    | Bajo       |
| Todd Barkan     | Productor  |
| Alan Bergman    | Compositor |
| Marilyn Bergman | Compositor |
| Earl Brent      | Compositor |
| Lou Carter      | Compositor |
| Jacques Demy    | Compositor |
| Matt Dennis     | Compositor |
| Herb Ellis      | Compositor |
| John Freigo     | Compositor |
| Eddie Higgins   | piano      |
| Haven Gillespie | Compositor |
| Sammy Fain      | Compositor |
| Wayne King      | Compositor |
| Victor Young    | Compositor |

- 2002: Don't Smoke In Bed (Venus)

Créditos
| Artista          | Créditos             |
| ---------------- | -------------------- |
| John Pizzarelli  | Guitarra (Eléctrica) |
| Jay Leonhart     | Bajo                 |
| Todd Barkan      | Productor            |
| Lew Brown        | Compositor           |
| Duke Ellington   | Compositor           |
| Johnny Mercer    | Compositor           |
| Bernice Petkere  | Compositor           |
| Willard Robinson | Compositor           |
| Billy Strayhorn  | Compositor           |
| Richard Rodgers  | Compositor           |
| Eddie Higgins    | Piano                |

- 2002: Again (Japan)

Créditos
| Artista          | Créditos   |
| ---------------- | ---------- |
| Tom Adair        | Compositor |
| Ray Drummond     | Bajo       |
| Todd Barkan      | Productor  |
| Lew Brown        | Compositor |
| Johnny Burke     | Compositor |
| Dorcas Cochran   | Compositor |
| Matt Dennis      | Compositor |
| Lorenz Hart      | Compositor |
| Gus Kahn         | Compositor |
| Richard Rodgers  | Compositor |
| Eddie Higgins    | Piano      |
| Victor Young     | Compositor |
| Frank Signorelli | Compositor |
| Lionel Newman    | Compositor |
| Ned Washington   | Compositor |

- 2003: You Don't Know What Love Is (Tokuma Records)

Créditos
| Artista          | Créditos   |
| ---------------- | ---------- |
| Harold Arlen     | Compositor |
| Hoagy Carmichael | Graves     |
| Lou Carter       | Productor  |
| Betty Comden     | Compositor |
| Eddie DeLange    | Compositor |
| Dorcas Cochran   | Compositor |
| Herb Ellis       | Compositor |
| Johnny Frigo     | Compositor |
| Haven Gillespie  | Compositor |
| Lorenz Hart      | Compositor |
| Eddie Higgins    | Piano      |
| Victor Young     | Compositor |
| Jule Styne       | Compositor |
| Richard Rogers   | Compositor |
| Ned Washington   | Compositor |

- 2005: If Dreams Come True (Tokuma Records)

Créditos
| Artista      | Créditos   |
| ------------ | ---------- |
| Joe Ascione  | Batería    |
| Jay Leonhart | Bajo       |
| Todd Barkan  | Productor  |
| A. Domínguez | Compositor |
| W.C. Handy   | Compositor |

- 2006: Amor (Venus)

Créditos
| Artista      | Créditos   |
| ------------ | ---------- |
| Jay Leonhart | Bajo       |
| Joe Ascione  | Batería    |
| A. Domínguez | Compositor |
| C. Fischer   | Compositor |
| Cole Porter  | Compositor |
| L. Oliveira  | Compositor |

### Como sideman
Con Lee Morgan
- Expoobident (1960)

Con Sonny Stitt
- Sonny's Last Recordings (Kingdom Jazz, 1981)
- Sonny, Sweets & Jaws (Baystate)

Con Wayne Shorter
- Wayning Moments (Vee Jay, 1962)

Otros
- Meredith D'Ambrosio: Love Is Not A Game (Sunnyside, 1990); Shadowland (Sunnyside, 1992); Because Of Spring (Sunnyside, 1994)
- Chuck Hedges Just For Fun (Arbors Records)
- George Masso: The Wonderful World of George Gershwin (Nagel-Heyer, 1992)
- Sandy Mosse: Relaxin´ With Sandy Mosse (Argo/Fresh Sound, 1956)
- Cy Touff: Touff Assignement (Argo/Fresh Sound, 1958)